# Auda Isarn
 (septembre 2024).
Auda Isarn est une maison d'édition française fondée en 2002 par Pierre Gillieth. Le nom est tiré du nom d'un personnage du roman de Saint-Loup Nouveaux Cathares pour Montségur. La maison d'édition est située à Toulouse, en Occitanie.

## Livres édités
La maison d'édition publie principalement des ouvrages de fiction, notamment des romans policiers, ainsi que des films et des arts graphiques (peintures et bande dessinée).
Elle réédite des livres de plusieurs auteurs plus anciens, dont Ce que j'ai vu à Moscou (1925) de Henri Béraud, Röhm, l'homme qui inventa Hitler (1983) de Jean Mabire, Le Criminel de guerre de François Brigneau ou encore Une moto pour Barbara (1971) et La République du Mont-Blanc (1982) de Saint-Loup.
Elle édite également des auteurs contemporains comme Arnaud Bordes, Bruno Favrit, Pierric Guittaut, Thierry Bouclier, Aristide Leucate, Alain Sanders, Bruno Lafourcade, Xavier Éman ou Jean-Michel Conrad.